# Siwarowa Przełęcz
Siwarowa Przełęcz (1531 m) – przełęcz w północno-zachodniej grani Małołączniaka w Tatrach Zachodnich, znajdująca się pomiędzy Zagonną Turnią (1710 m) a Niedźwiedziem (około 1550 m) stanowiącym zakończenie grzbietu Skoruśniaka. Z jej północnych stoków do Doliny Małej Łąki opada Uwieziony Żleb, w kierunku północno-zachodnim do Doliny Miętusiej, ku Wantulom, duży żleb Wodniściak. Uwieziony Żleb jest bezwodny, w Wodniściaku zwykle bywa woda. Obydwoma tymi żlebami można dość łatwo wyjść na Siwarową Przełęcz, z niej zaś dwoma żlebkami stanowiącymi odnogi Wodniściaka na Kobylarzowy Zachód i Zagonną Przełęcz. Rejon ten jednak został przez TPN zamknięty dla turystów i taterników.

## Przypisy

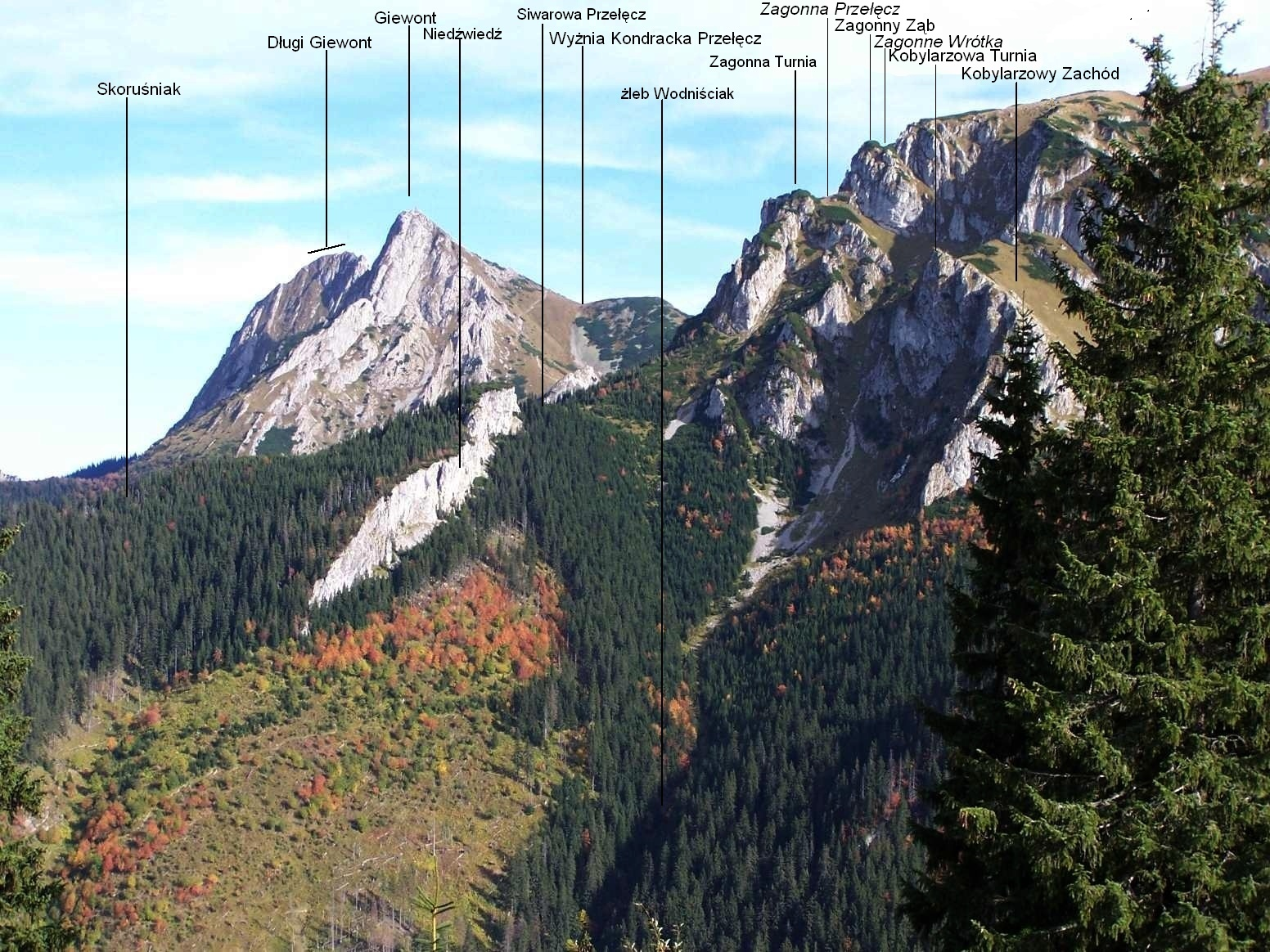
Widok od zachodniej strony